# Amazilia tzacatl
La amazilia colirrufa o colirrufo (en Colombia, Panamá, Ecuador y Venezuela) o amazilia tzacatl  (Amazilia tzacatl), también denominada amazilia rabirrufa (en Honduras, Nicaragua y Costa Rica), colibrí cola rojiza o colibrí cola canela (en México), colibrí rabirrufo (en Costa Rica) o diamante colirrufo (en Venezuela), es una especie de ave apodiforme de la familia Trochilidae —los colibríes— perteneciente al género  Amazilia. Es nativa de México, América Central y noroeste de América del Sur. 

## Distribución y hábitat
Se distribuye desde el sureste de México, por la pendiente del Golfo y caribeña hacia el sur por Belice, Guatemala, Honduras, Nicaragua, Costa Rica y Panamá, también por la pendiente del Pacífico desde Nicaragua hacia el sur, por el oeste de Colombia hasta el suroeste de Ecuador; y hacia el este hasta el centro norte de Colombia y oeste de Venezuela. Registrado en Perú en el extremo noroeste (Tumbes).
Esta especie es considerada común y está muy extendida en zonas "no forestales", incluidos claros, jardines, lindes de bosques y algunos bosques secundarios. Prefiere los hábitats bajos y con maleza y visitará con frecuencia comederos situados en zonas abiertas con algo de cobertura.  Hasta los 1200 m de altitud en México pero hasta 1850 m en Costa Rica, 1800 m en Colombia y 1700 m en Venezuela. En Ecuador, localmente, o tal vez estacionalmente, hasta 2500 m.

## Descripción
El adulto mide entre 10 y 12 cm de longitud y pesa aproximadamente 5,2 g. El cuello es verde (con borde blanco en la hembra), la coronilla, el lomo y el costado son verdes con toques dorados, el vientre tiene un color grisáceo pálido, el orificio trasero rufa y la cola ligeramente en forma de tenedor es rufa con la punta oscura. El pico casi recto es de color rojo con la punta negra; más ancha en la parte superior de la mandíbula, que lo haría parecer toda negra. Los jóvenes son virtualmente idénticos a la hembra. El canto es un «chu» bajo, y el canto del macho es un silbido «tse we ts’ we» o «tse tse wip tseek tse». El colibrí escudo, proveniente de la isla Escudo de Veraguas en Panamá, es más grande y comúnmente considerado una subespecie de la presente. 
La hembra es totalmente responsable de la construcción del nido y la incubación. Coloca dos huevos blancos en un nido compacto construido de fibras de plantas y hojas muertas a una altura de seis metros en una delgada rama horizontal. La incubación toma de 15 al 19 días, y tomarán otros 20 a 26 días más para que salgan las plumas que lo cubrirán. 

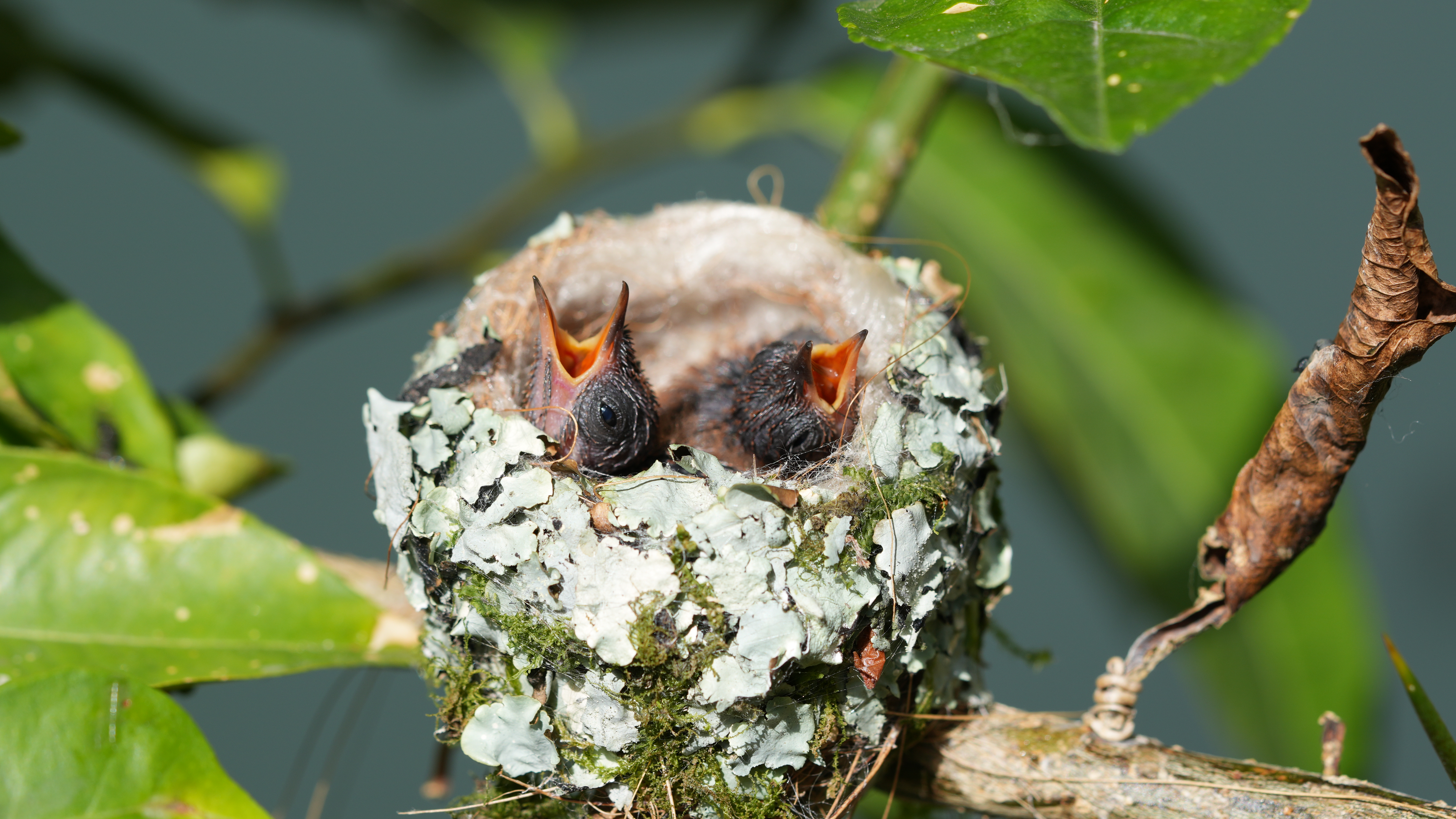
Nido de Amazilia tzacatl

El alimento de esta especie es el néctar de una variedad de flores, incluyendo las heliconias y las bananas. Como otros colibríes, la ingesta de insectos pequeños es una fuente esencial de proteínas. Son muy agresivos, y defienden las flores y malezas dentro del área donde se alimentan. Son más dominantes que la mayoría de los otros colibríes.

## Sistemática

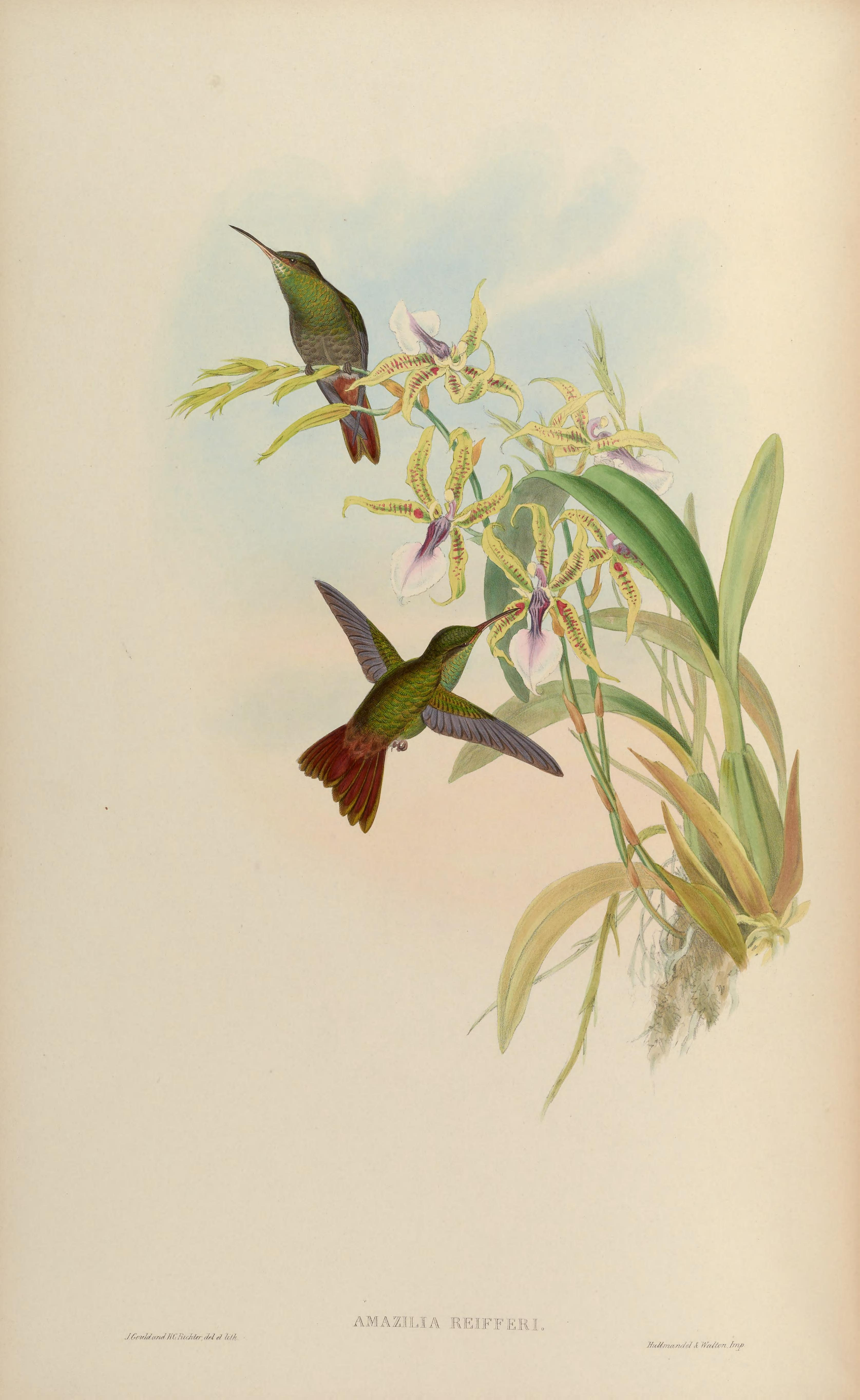
Amazilia reifferi, sinónimo de Amazilia tzacatl, ilustración de Gould y Richter en A monograph of the Trochilidae, or family of humming-birds 5, 1861.

### Descripción original
La especie A. tzacatl fue descrita por primera vez por el naturalista mexicano Pablo de La Llave en 1833 bajo el nombre científico Trochilus tzacatl; su localidad tipo es: «México».

### Etimología
El nombre genérico femenino «Amazilia» fue tomado del nombre específico Ornismya amazilia Lesson; que se refiere a Amazili, una heroína inca en la novela de Jean-François Marmontel «Les Incas, ou la destruction de l’Empire du Pérou» de 1777; y el nombre de la especie «tzacatl» en la mitología azteca es un jefe guerrero.

### Taxonomía
Se han registrado híbridos de la presente especie con Amazilia rutila y Amazilia luciae.

### Subespecies
Según las clasificaciones del Congreso Ornitológico Internacional (IOC) y Clements Checklist/eBird  se reconocen cinco subespecies, con su correspondiente distribución geográfica:
- Grupo politípico tzacatl:
  - Amazilia tzacatl tzacatl (La Llave), 1833 – este de México (sur de Veracruz, norte de Oaxaca) al sur hasta el centro oeste de Panamá (oeste de Darién).
  - Amazilia tzacatl fuscicaudata (Fraser), 1840 – norte y oeste de Colombia (valles del Cauca y del Magdalena) y oeste de Venezuela (oeste de Lara, oeste de Táchira).
  - Amazilia tzacatl brehmi Weller & Schuchmann, 1999 – Andes del suroeste de Colombia (alto río Guiza, en Nariño).
  - Amazilia tzacatl jucunda (Heine Jr.) 1863 – tierras bajas y ladera occidental en el oeste de Colombia (Chocó) y oeste de Ecuador (al sur hasta el oeste de Loja).

- Grupo monotípico handleyi:
  - Amazilia tzacatl handleyi Wetmore, 1963 – isla Escudo de Veraguas, litoral noroeste de Panamá.